# Dworce (rejon tarnopolski)
Dworce – wieś na Ukrainie w rejonie tarnopolskim należącym do obwodu tarnopolskiego.
Do 2020 w rejonie brzeżańskim.